# Kalvarienberg (Alendorf)
Der Kalvarienberg Alendorf ist ein 523 m ü. NHN hoher Kalvarienberg im Naturschutzgebiet Lampertstal und Alendorfer Kalktriften mit Fuhrbach und Mackental bei Alendorf, einem Ort in der Gemeinde Blankenheim im Kreis Euskirchen.

## Geschichte
Graf Salentin Ernst von Manderscheid-Blankenheim (* 1630) realisierte die Idee eines Vorfahren, den die Alendorfer Landschaft und der (ursprünglich so heißende) Kelberg an die in Jerusalem erinnert haben soll. Zwischen 1663 und 1680 ließ Graf Salentin zuerst nach der älteren Tradition sieben Kreuzwegstationen und eine Kapelle auf dem Berg bauen. Im 19. Jahrhundert wurden sieben weitere Stationen ergänzt. Die am Ort des heutigen Kreuzes stehende Kapelle besteht nicht mehr. Die teilweise stark verwitterten Stationen wurden mit Unterstützung der NRW-Stiftung restauriert.

## Aussicht
Von der Spitze des Kalvarienbergs bietet sich ein weiter Blick über die Eifel. So sind etwa die 26 Kilometer östlich liegende Hohe Acht, der Stromberg und der Aremberg sowie die 22 Kilometer entfernte Nürburg zu sehen. Außerdem kann man die umliegenden Gemeinden wie Ripsdorf erkennen. Beim Alendorfer Kalvarienberg handelt es sich um einen der vom Naturpark Nordeifel anerkannten sogenannten Eifel-Blicke.

## Wallfahrt
In der Karwoche finden Prozessionen von der gotischen Kirche St. Agatha (1494) auf den Alendorfer Kalvarienberg statt. Der Aufstieg aus dem Dorf beträgt gut einen Kilometer. Unterwegs passieren die Pilger Kreuzwegstationen, die den Leidensweg Jesu Christi nachzeichnen. Rund um den Gipfel stehen weitere Kreuze. Die Kreuze bestehen aus rotem Sandstein. Insgesamt gibt es vierzehn Stationen.

## Vegetation
Der Hügel ist von Kalk-Magerrasen überzogen, der von regelmäßig weidenden Schafen freigehalten wird. Im Abstand von wenigen Metern zueinander wachsen Wacholderbüsche. Sie prägen das Bild des Alendorfer Kalvarienberges schon von Weitem.

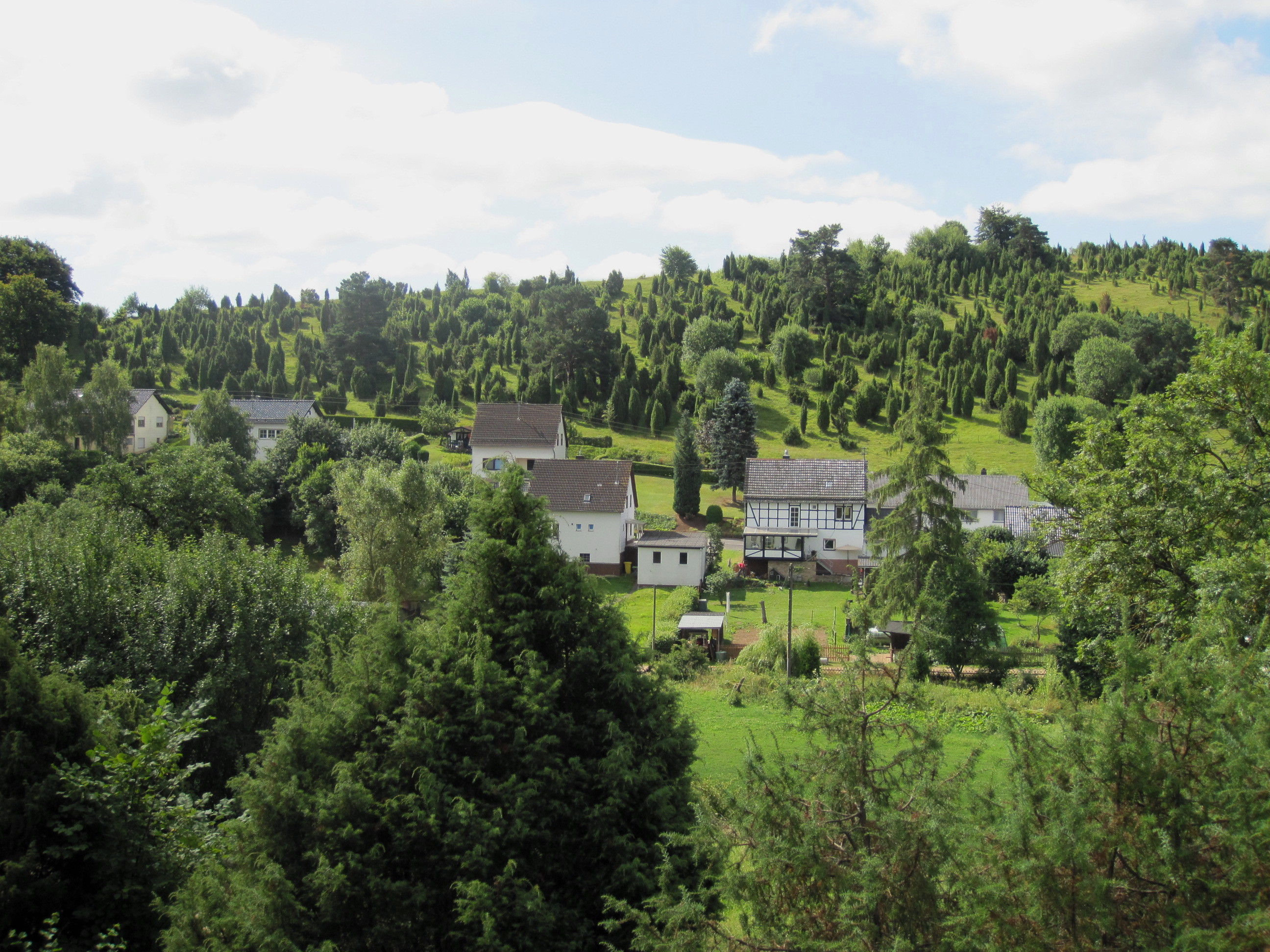
Blick vom Kalvarienberg auf Alendorf und Wacholder
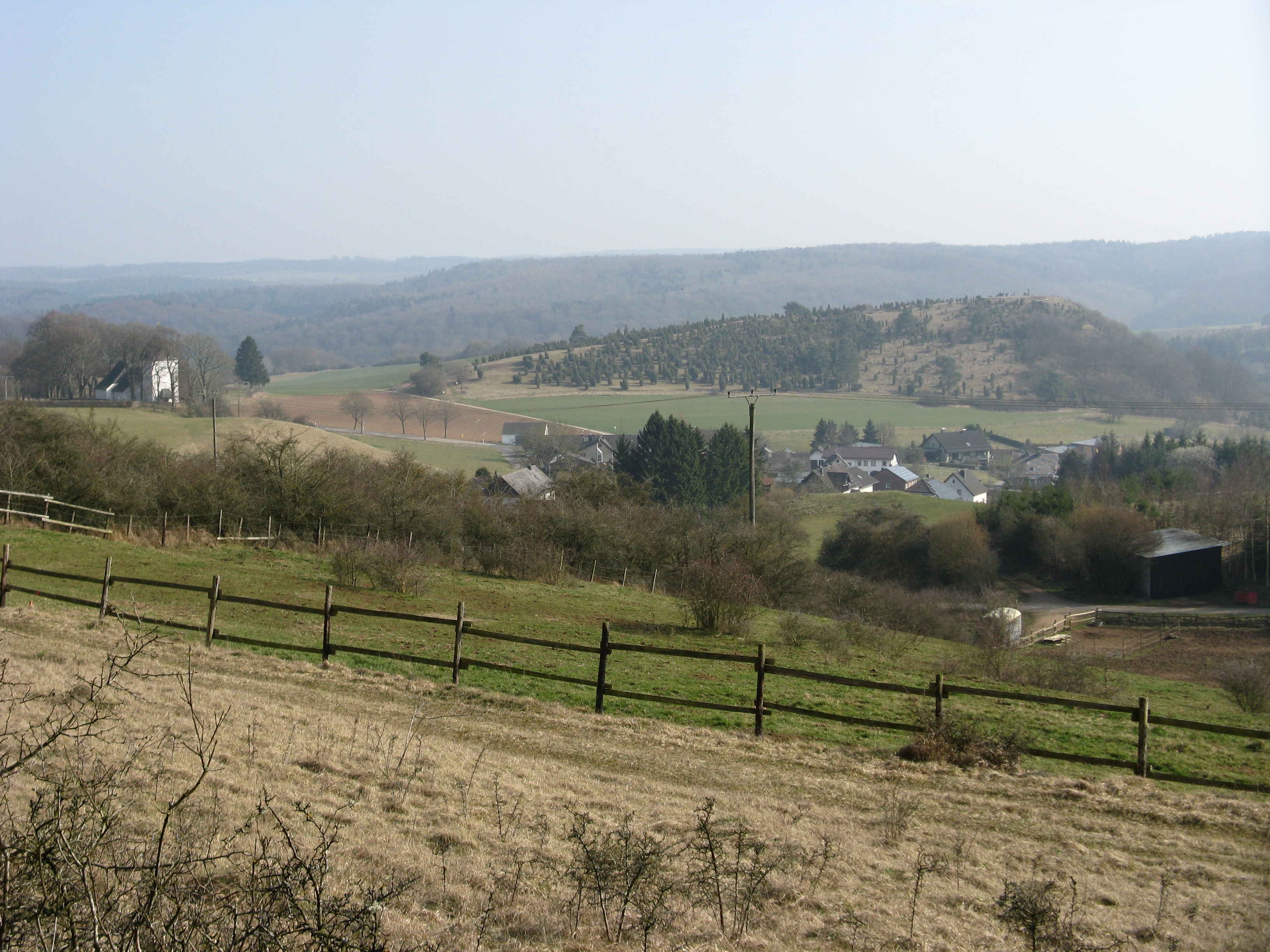
Blick vom Eifelsteig auf den Kalvarienberg
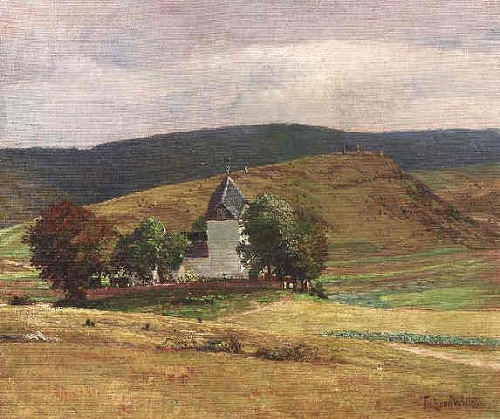
Kirche in Alendorf, im Hintergrund der Kalvarienberg (Gemälde von Fritz von Wille)